# Goerodes sylvaticus
Goerodes sylvaticus är en nattsländeart som beskrevs av G. Marlier 1953. Goerodes sylvaticus ingår i släktet Goerodes och familjen kantrörsnattsländor. Inga underarter finns listade i Catalogue of Life.